# Marek Mintál
Marek Mintál (Žilina, Eslovaquia, 2 de septiembre de 1977) es un exfutbolista y entrenador eslovaco. Jugaba de mediapunta. 

## Biografía
A pesar de no ser un delantero nato, Mintál se ha destacado por su gran capacidad goleadora. Empezó su carrera en el equipo de su ciudad natal, el MŠK Žilina, con el que conquistó la liga eslovaca en 2002 y 2003. Mintál fue una pieza clave del éxito, siendo el máximo goleador del campeonato en ambas temporadas.
Al término de la temporada 2002-03 fue transferido al FC Nürnberg, que por entonces jugaba en la segunda división alemana. En su primer en año en Núremberg fue al máximo anotador de la 2. Bundesliga, contribuyendo así al ascenso del club. Su racha goleadora continuó en la 1. Bundesliga y con 24 tantos se convirtió en la máximo goleador del torneo la temporada 2004/05.
Sin embargo, las dos siguientes campañas estuvieron marcadas por las lesiones. En septiembre de 2005, durante la tercera jornada de liga,  se fracturó el tobillo del pie izquierdo, lesión de la que ha sufrido diversas recaídas. En consecuencia, entre la temporada 2005-06 y 2006-07 solo pudo alinearse en 17 partidos, anotando dos goles. Asimismo, no pudo participar en la trascendental eliminatoria de clasificación para el Mundial 2006 que su selección jugó contra España en noviembre de 2005.
No obstante, pudo recuperarse a tiempo para disputar la histórica final de Copa que el FC Nürnberg conquistó (3-2) ante el VfB Stuttgart. Mintál fue titular y anotó uno de los tres goles de su equipo, aunque tuvo que abandonar prematuramente el terreno de juego, nuevamente lesionado.
En 2013 se retiró como futbolista.

## Selección nacional
Ha sido internacional con la selección de Eslovaquia en 45 ocasiones, en las que ha anotado 14 goles (datos de abril de 2007). Debutó el combinado eslovaco 6 de febrero de 2002 en un partido amistoso contra Irán.

## Clubes
| Club             | País       | Año       | partidos            | goles               |
| ---------------- | ---------- | --------- | ------------------- | ------------------- |
| MŠK Žilina       | Eslovaquia | 1996-2003 | no hay estadísticas | no hay estadísticas |
| F.C. Núremberg   | Alemania   | 2003-2011 | 208                 | 75                  |
| FC Hansa Rostock | Alemania   | 2011-2012 | 25                  | 6                   |
| FC Núremberg II  | Alemania   | 2012-2013 | 30                  | 11                  |

## Palmarés

### Campeonatos nacionales
| Título           | Club           | País      | Año  |
| ---------------- | -------------- | --------- | ---- |
| Corgoň Liga      | MŠK Žilina     | Eslovenia | 2002 |
| Corgoň Liga      | MŠK Žilina     | Eslovenia | 2003 |
| Copa de Alemania | 1. FC Nürnberg | Alemania  | 2007 |

### Distinciones individuales
| Distinción                          | Año  |
| ----------------------------------- | ---- |
| Máximo goleador de la Corgoň Liga   | 2002 |
| Máximo goleador de la Corgoň Liga   | 2003 |
| Máximo goleador de la 2. Bundesliga | 2004 |
| Futbolista Eslovaco del año         | 2004 |
| Máximo goleador de la 1. Bundesliga | 2005 |
| Futbolista Eslovaco del año         | 2005 |
| Máximo goleador de la 2. Bundesliga | 2009 |